# 달콤한 신부
《달콤한 신부》는 SBS에서 1999년 10월 17일부터 2000년 4월 16일까지 매주 일요일 오전 8시 50분에 방영되었던 일요 아침 드라마이며 극이 산만하게 전개된 데다 에피소드도 난삽했다는 지적을 받아 기대 이하의 성적에 그쳤다.

## 등장 인물
- 강부자
- 김상중
- 손현주 : 경대 역
- 강남길 : 강하늘 역 (아역: 곽정욱)
- 김유림
- 김지수
- 김진 : 강남길 역
- 한고은 (중도하차)
- 김래원
- 송혜교
- 김세아 : 차수아 교수 역
- 김지연 : 차윤희 역
- 공형진
- 김희정
- 송채환
- 고호경
- 강기화
- 현규환
- 서범식
- 윤미라
- 변희봉
- 이덕화
- 권영경
- 전원주
- 조혜영
- 강인덕
- 조민기
- 최준용
- 양희경
- 이현균
- 이요원
- 손종범
- 이재포
- 왕유선
- 정찬
- 박진희
- 박영태
- 김명수
- 최정훈
- 한영숙
- 고동현
- 권도경
- 권혁종
- 엄지원
- 김세윤
- 문창길
- 이영하
- 이미영
- 신귀식
- 한근욱
- 강필순
- 김지영
- 박영지
- 곽현식
- 김홍석
- 나영희
- 정동환
- 정종준
- 장정희
- 강성민
- 허영란
- 김창완
- 김병세
- 강문영
- 김석훈
- 윤동환
- 연운경
- 라재웅
- 이효정
- 이영후
- 안재모
- 정소영
- 이혜련
- 이자영
- 오서운
- 안경용
- 최상학 : 장대구 역
- 김진희
- 김세준
- 김하균
- 정다빈
- 강원호
- 최재성
- 최란
- 민경조
- 원기준
- 정욱
- 이석
- 최용민
- 전정로
- 김민조
- 김용헌
- 김용현
- 김유철
- 김연실
- 송귀현
- 유승봉
- 이한갈
- 장은비
- 정나온
- 편일태
- 이은희
- 이상훈
- 조선주
- 최성호
- 김명민
- 윤기원
- 김남진
- 이상은
- 이일화
- 최진홍
- 홍지영
- 김홍표
- 황미선
- 김혜선
- 이진아
- 김충렬
- 김영철 : 이성준 역
- 고미영 : 박미영 역
- 송희아
- 송지은
- 양은용
- 이경화
- 이희정
- 박미영
- 김주혁 : 김준호 역
- 김미희
- 조권탁 : 김진우 역
- 박윤현
- 방경림 : 나미정 역
- 황정미 : 정하나 역
- 권오영
- 김성훈
- 김형범 : 재민 역
- 박은정 : 한윤수 역
- 도기석
- 전성은 : 지은주 역
- 차승민 : 한미정 역
- 백승욱 : 경민 역
- 이창주 : 정민 역
- 이동훈
- 한상진
- 김민정
- 김수련
- 원숙희
- 이다연
- 최혜영
- 황금희
- 염용석

## 방영목록
제1화 진실게임
제2화 사랑한다면 이들처럼
제3화 지성이면 감천
제4화 여자가 시집갈때
제5화 그녀의 선택
제6화 초대받지 않은 손님
제7화 사랑을 지키는 세가지 방법
제8화 베일 속의 여자
제9화 적과의 동침
제10화 이별의 미학
제11화 미련때문에
제12화 마이웨이
제13화 금쪽같은 내새끼
제14화 도 다른 시작
제15화 천년짜리 인연
제16화 사람이 꽃보다 아름다워
제17화 보여줄 수잇는 사랑
제18화 사랑과 슬픔의 볼레로
제19화 숨은 사랑 찯기
제20화 질투의 해법
제21화 사랑과 전쟁
제22화 봄바람 에감
제23화 사라은 블루
제24화 사랑이 다시오면
제25화 고구마와 모차르트
제26화 내가 사는 이유(최종회)

## 참고 사항
- SBS는 99년 가을개편 때 일요일 오전 9시 55분에 방영되던 시트콤 LA 아리랑을 없애는 대신 이 자리에 편성할 예정[2]이었으나 주요 배우들 섭외 문제로 없었던 일이 됐고 뒷날 일요일 오전 8시 50분으로 편성이 됐다.
- 한편, 출연진 중의 한 명이었던 강남길은 <달콤한 신부>에 캐스팅되면서 KBS 2TV 주말극 사랑하세요? 캐스팅을 고사했는데 99년 10월 1회 촬영 직후 심근경색으로 쓰러져 2000년 1월 2일 방송분을 끝으로 빠졌다[3].
- 아울러, 또다른 출연진 중의 한 명이었던 김지수는 <달콤한 신부>에 캐스팅되면서 SBS 드라마 크리스탈 캐스팅을 고사했는데 당시 제목은 KBS 1TV 예전 일일극 제목과 똑같았던 <백만송이 장미>였으며[4] 김지수 자리에는 염정아가 대타로 들어갔다.
- 김지수의 속터지는 며느리상, 젊은 연기자들의 호흡 부재 등의 이유[5] 탓인지 기대 이하의 성과에 그쳤다.
- 특히, 출연진에 속했던 김상중과 김지수는 해당 드라마에 캐스팅되어 MBC 인기 드라마 허준 캐스팅 제의[6][7]를 고사해 아픔이 두 배였다.

## 결방
- 2000년 2월 6일 - 오전 8시부터 설 특집 <가요올림픽 도전 1000곡> 1~2부 편성[8]

## 시간대 변경
- 2000년 1월 2일 - 오전 8시부터 <신년특집 잉꼬부부 재치부부> 편성에 따라[9] 9시 40분으로 이동했으며 이 과정에서 《LA아리랑》결방